# Ron Arad
Ron Arad, hebr. ‏רון ארד‎ (ur. 1951 w Tel Awiwie) – izraelski projektant, artysta, architekt.
W latach 1971–1973 uczył się w Jerusalem Academy of Art. Dalszą edukację pobierał w Londynie, dokąd przyjechał w 1973 roku. Ukończył Architectural Associations, a następnie podjął pracę w Hampstead. W 1981 otworzył One Uff – własną firmę, sprzedającą jego wzornictwo i produkty ready-made. W 1989 działalność rozpoczęła firma projektowa Ron Arad Associates, zajmująca się projektowaniem mebli, budynków oraz wzornictwem przemysłowym.
Jest autorem m.in. projektu krzesła Well tempered chair. Współpracował z designerską firmą Alessi. W 2010 otwarto w Izraelu pierwsze muzeum jego projektu – Holon Design Museum.